# Présentation transverse
 (février 2023).
Si vous disposez d'ouvrages ou d'articles de référence ou si vous connaissez des sites web de qualité traitant du thème abordé ici, merci de compléter l'article en donnant les références utiles à sa vérifiabilité et en les liant à la section « Notes et références ».
La présentation transverse désigne une position du fœtus au cours d'une grossesse où ni la tête, ni les fesses de l'enfant ne se présentent à l'entrée du bassin maternel (ou détroit supérieur). Ce terme ne s'emploie que lorsque la poche des eaux est intacte. Lorsque la poche des eaux est rompue, on parle de présentation de l'épaule.
Cette présentation, peu fréquente (0,5 % des accouchements), est le plus souvent liée à un utérus trop vaste, qui permet au fœtus de basculer trop facilement (utérus d'une femme ayant eu de nombreuses grossesses, grossesses multiples). Une autre étiologie est la présence d'un obstacle devant la présentation, interdisant au fœtus d'adopter une position longitudinale (placenta bas situé, fibrome utérin, gros kyste ovarien).
Lorsque le diagnostic est fait assez tôt avant l'accouchement, il est possible de remédier à cette situation en pratiquant une version par manœuvre externe, réalisée par l'obstétricien sous contrôle échographique, pour remettre l'enfant dans une position longitudinale (céphalique ou siège) permettant d'envisager un accouchement par les voies naturelles.
Si cette version est impossible, l'accouchement ne peut se faire que par césarienne.